# Neuklingenberger Höhe
Die Neuklingenberger Höhe (476,3 m) ist eine unbewaldete Kuppe im Erzgebirgsvorland bei Neuklingenberg im  Landkreis Sächsische Schweiz-Osterzgebirge in Sachsen.

## Geographie
Die Neuklingenberger Höhe erhebt sich südwestlich von Neuklingenberg auf der Gemarkung von Colmnitz in der Gemeinde Klingenberg. Am Westhang liegt der Pfarrbusch; östlich und südöstlich erstreckt sich der Klingenberger Forst bis zum Tal der Wilden Weißeritz und der Talsperre Klingenberg. Nach Süden und Südwesten hin fällt der Berg zum Tal des Colmnitzbaches ab, in dem sich das langgezogene Waldhufendorf Colmnitz erstreckt. Am nordwestlichen Fuß des Berges entspringt der Seerenbach, nördlich der Dorfbach, nordöstlich der Pfarrgrundbach und östlich der Lange Grundbach.

## Beschreibung
Auf dem Gipfel der Neuklingenberger Höhe befinden sich ein von Gebüsch umgebener Wasserbehälter sowie der Triangulationsstein No. 78 Klingenberg der Königlich-Sächsischen Triangulirung. An der westlichen Gipfelseite wurde früher ein Steinbruch betrieben. Zu Beginn des 20. Jahrhunderts befand sich auf dem Gipfel zudem das nicht mehr erhaltene Dr.-Grobe-Kreuz.